# Coenotephria rejectaria
Coenotephria rejectaria är en fjärilsart som beskrevs av Otto Staudinger 1892. Coenotephria rejectaria ingår i släktet Coenotephria och familjen mätare. Inga underarter finns listade i Catalogue of Life.